# 아랍 스트리트 (싱가포르)

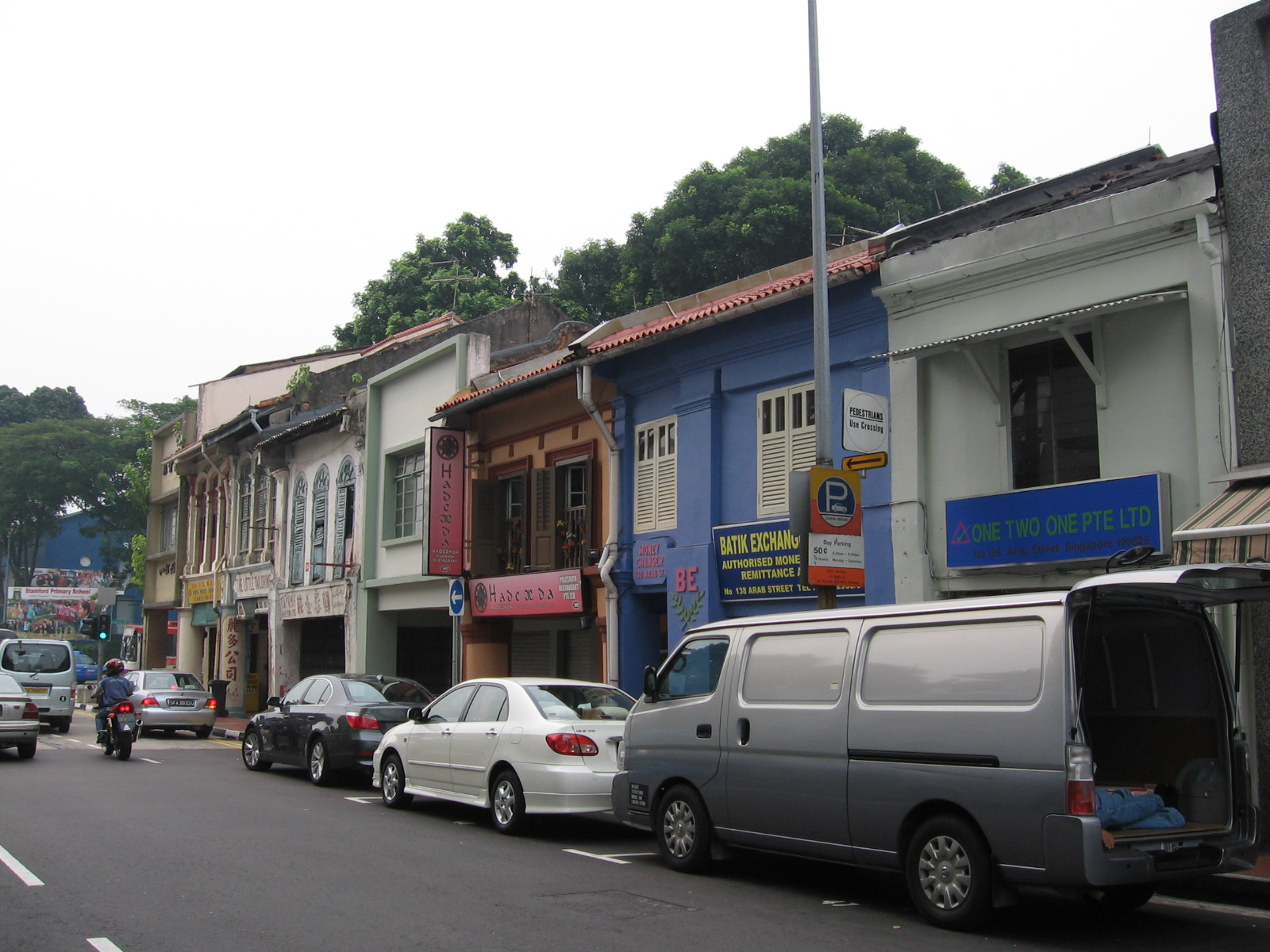
아랍 스트리트

아랍 스트리트(Arab Street)는 싱가포르에 있는 거리로, 프라자 호텔부터 빅토리아 거리까지 뻗어있다. 아랍 상인과 이슬람교도들에 의해 형성되었다.